# Nekrolog 1444
Nekrolog
◄◄
| ◄
| 1440
| 1441
| 1442
| 1443
| 1444 | 1445 | 1446 | 1447 | 1448 | ► | ►►
Weitere Ereignisse | Allgemeiner Nekrolog 1444
Die Beschreibung der verstorbenen Person sollte so kurz wie möglich gehalten sein und nur deren signifikante Tätigkeit(en) enthalten.
Neue Namen ggf. auch unter dem Geburts- und Sterbedatum, also etwa unter 1. Januar und im Geburts- und Sterbejahr (2024) eintragen (nur bei entsprechender großer Wichtigkeit). Für Beispiele siehe die schon vorhandenen Artikel.
Außerdem über die fünf zuletzt Verstorbenen, zu denen es einen ausreichend guten Artikel für eine Präsentation auf der Hauptseite gibt, nach der todesbedingten Überarbeitung der Artikel ggf. auch unter Wikipedia Diskussion:Hauptseite informieren und sie am besten auch in den anderen Wikipedia-Sprachversionen eintragen. Tipp: Regelmäßig bei news.google.de nach „ist tot“, „gestorben“ oder „verstorben“ suchen.
Wenn eine Person gestorben ist, gibt es viele Seiten zu dieser Person in der Wikipedia, die davon auch betroffen sind und entsprechend aktualisiert werden müssen. Beispiele: Namenübersichtsseite, Geburtsjahr, Geburtsort-Seiten und viele mehr.
Wie finde ich die betroffenen Seiten?
Im Suchfeld auf der linken Seite gibt man den Suchbegriff so ein: „Vorname Nachname“. Dann klickt man auf Volltext und alle Seiten mit entsprechendem Suchtext werden aufgerufen. Hier sieht man dann schnell, wo auch das Todesjahr Sinn macht oder sogar ein Teil des Artikels angepasst werden muss. Auch hilft das „Werkzeug“ auf der linken Seite sehr gut, um solche Seiten aufzufinden: „Links auf diese Seite“. Somit ist die Wikipedia wieder aktuell in allen Bereichen! Hinweis: bei Eintragung der Kategorie „Gestorben JAHR“ wird der Missbrauchsfilter 49 ausgelöst, was jedoch nicht schlimm ist. Siehe: Spezial:Missbrauchsfilter/49
Dies ist eine Liste von im Jahr 1444 verstorbenen bekannten Persönlichkeiten. Die Einträge erfolgen innerhalb der einzelnen Daten alphabetisch sortiert. Tiere sind im Nekrolog für Tiere zu finden.

## Januar
| Tag        | Name                           | Beruf, bekannt als               | Alter | Beleg |
| ---------- | ------------------------------ | -------------------------------- | ----- | ----- |
| 3. Januar  | Hermann III. Köppen            | Bischof von Schwerin             |       |       |
| 8. Januar  | Wilhelm II.                    | Graf von Henneberg-Schleusingen  | 28    |       |
| 16. Januar | Dietrich V. von Limburg-Broich | Graf von Limburg, Herr zu Broich |       |       |

## Februar
| Tag         | Name                     | Beruf, bekannt als     | Alter | Beleg |
| ----------- | ------------------------ | ---------------------- | ----- | ----- |
| 14. Februar | Henriette von Mömpelgard | Gräfin von Württemberg |       |       |

## März
| Tag     | Name             | Beruf, bekannt als                                     | Alter | Beleg |
| ------- | ---------------- | ------------------------------------------------------ | ----- | ----- |
| 7. März | François de Metz | Kardinalpriester von San Marcello und Bischof von Genf |       |       |
| 9. März | Leonardo Bruni   | italienischer Humanist und Staatskanzler von Florenz   |       |       |

## April
| Tag       | Name                                | Beruf, bekannt als                                                 | Alter | Beleg |
| --------- | ----------------------------------- | ------------------------------------------------------------------ | ----- | ----- |
| 8. April  | Regnault de Chartres                | Erzbischof von Reims                                               |       |       |
| 22. April | Johannes von Leuzenbronn der Ältere | katholischer Priester, Benediktiner und Abt des Klosters Murrhardt |       |       |
| 26. April | Robert Campin                       | flämischer Maler                                                   |       |       |

## Mai
| Tag     | Name                               | Beruf, bekannt als                                    | Alter | Beleg |
| ------- | ---------------------------------- | ----------------------------------------------------- | ----- | ----- |
| 20. Mai | Bernhardin von Siena               | katholischer Heiliger durch aufopfernde Krankenpflege | 63    |       |
| 20. Mai | Margarete von Kleve                | durch Ehe Herzogin von Bayern-München und Württemberg |       |       |
| 27. Mai | John Beaufort, 1. Duke of Somerset | englischer Adliger                                    |       |       |
| 28. Mai | Wildhans von Breitenlandenberg     | Schweizer Adliger                                     |       |       |

## Juni
| Tag      | Name                   | Beruf, bekannt als                          | Alter | Beleg |
| -------- | ---------------------- | ------------------------------------------- | ----- | ----- |
| 4. Juni  | Alexander von Masowien | polnischer Kardinal der katholischen Kirche |       |       |
| 23. Juni | Markos Eugenikos       | Metropolit von Ephesos                      |       |       |

## Juli
| Tag      | Name                                | Beruf, bekannt als                                       | Alter | Beleg |
| -------- | ----------------------------------- | -------------------------------------------------------- | ----- | ----- |
| 2. Juli  | Oddantonio da Montefeltro           | Herzog von Urbino                                        |       |       |
| 8. Juli  | Pietro Paolo Vergerio               | italienischer Humanist, Mediziner, Jurist und Staatsmann | 73    |       |
| 14. Juli | Henry Grey, 3. Baron Grey of Codnor | englischer Adliger                                       |       |       |

## August
| Tag        | Name                       | Beruf, bekannt als                                              | Alter | Beleg |
| ---------- | -------------------------- | --------------------------------------------------------------- | ----- | ----- |
| 25. August | Henman Sevogel             | Schweizer Politiker und Heerführer                              |       |       |
| 27. August | Hynek Ptáček von Pirkstein | böhmischer Münzmeister und Verweser der böhmischen Königsstädte |       |       |
| 29. August | Burkhard VII. Münch        | Schweizer Adliger                                               |       |       |

## September
| Tag           | Name                     | Beruf, bekannt als                              | Alter | Beleg |
| ------------- | ------------------------ | ----------------------------------------------- | ----- | ----- |
| 12. September | Angelotto Fosco          | italienischer Geistlicher, Bischof und Kardinal |       |       |
| 25. September | Gianfrancesco I. Gonzaga | Markgraf von Mantua                             |       |       |

## Oktober
| Tag         | Name              | Beruf, bekannt als        | Alter | Beleg |
| ----------- | ----------------- | ------------------------- | ----- | ----- |
| 15. Oktober | Niccolò Piccinino | italienischer Condottiere |       |       |

## November
| Tag          | Name                         | Beruf, bekannt als                                             | Alter | Beleg |
| ------------ | ---------------------------- | -------------------------------------------------------------- | ----- | ----- |
| 10. November | Giuliano Cesarini der Ältere | Kardinal Erzpriester, Bischof und Kardinallegat in Ungarn 1444 |       |       |
| 10. November | Władysław III.               | König von Polen, Ungarn und Kroatien                           | 20    |       |

## Datum unbekannt
| Tag | Name                      | Beruf, bekannt als                                                               | Alter | Beleg |
| --- | ------------------------- | -------------------------------------------------------------------------------- | ----- | ----- |
|     | Kaygusuz Abdal            | Sufi-Dichter und Begründer der Alevi-Bektaschi-Literatur                         |       |       |
|     | Schimon ben Tsemach Duran | mittelalterlicher jüdischer Gelehrter und Rabbiner                               |       |       |
|     | Euphemia von Oels         | Herzogin von Oels; Ehefrau des Kurfürsten Albrecht IV. von Sachsen-Wittenberg    |       |       |
|     | Friedrich III.            | Graf von Veldenz                                                                 |       |       |
|     | Katherina Hane            | deutsche Frau, die aufgrund des Vorwurfs der Schadenszauberei hingerichtet wurde |       |       |
|     | Conrad Heyden             | Stadtschreiber von Schwäbisch Hall und Autor des Klagspiegels                    |       |       |
|     | Johann IV.                | Graf der jüngeren Katzenelnbogischen Linie                                       |       |       |
|     | William Keith             | schottischer Adliger und Marschall von Schottland                                |       |       |
|     | Firmin Le Ver             | französischer Karthäusermönch, Philologe, Romanist und Lexikograf                |       |       |
|     | Johann von Venningen      | Reichsritter und Vitztum                                                         |       |       |
|     | Ruprecht IV.              | Graf von Virneburg                                                               |       |       |